# Heikki Pälve
Heikki Kalervo Pälve, född 14 september 1954 i Jyväskylä landskommun, är en finländsk läkare. 
Pälve, som blev medicine och kirurgie doktor 1991, är biträdande lärare i anestesiologi vid Åbo universitet och specialistläkare vid Åbo universitetscentralsjukhus. Han var ordförande för Finlands läkarförbund 2001–2003 och blev verksamhetsledare vid förbundet 2005. Han var representant för Samlingspartiet i stadsfullmäktige i Åbo 2005–2012. 